# Bilanca
Bilanca je sustavni pregled stanja imovine, kapitala i obveza na određeni datum. Sastoji se od dva temeljna dijela, aktive i pasive. 
Bilanca je jedan od pet financijskih izvještaja koja obvezno godišnje sastavljaju trgovačka društva. Bilanca pokazuje financijski položaj društva, imovinu kojom raspolaže društvo, obveze društva i vlasničku glavnicu.
Osnovno pravilo bilance je ujednačenost aktive i pasive i to tako da aktiva prikazuje imovinu po njenim vrstama i likvidnosti (unovčivosti), a pasiva prikazuje izvore, po njihovim vrstama i ročnosti, tj. pasiva odgovara na pitanje iz kojih izvora je stečena ukupna imovina društva, iz vlastitih ili tuđih izvora i koliko su trajni ti izvori.
Takozvano zlatno pravilo financiranja upućuje da imovinu dugog roka upotrebe (primjerice nekretnine i opremu) treba financirati izvorima isto tako dugog roka dospijeća. Financiranje suprotno ovom pravilu dovodi do nemogućnosti izmirivanja obveza o njihovu roku tj. dovodi do insolventnosti društva.